# Marie Dessire Beauliu
Désiré Beaulieu (París, 11 de abril de 1791 -Niort, 21 de diciembre de 1863) fue un compositor francés.
Recibió clases de Rodolphe Kreutzer, Benicourt y Étienne Nicolas Méhul. Ganó el codiciado premio de Roma en 1810. Fundó la Sociedad Filarmónica de Niort en el año 1827 y luego se dedicó a la composición, siendo algunas de sus muchas obras el famoso Réquiem que escribió con motivo de la muerte de Méhul en 1819.
Suyas son óperas, fantasías para violín, canciones, misas y oratorios bíblicos, y fue notable crítico y autor de memorias musicales y obras sobre teoría de la música.